# Микенские шахтовые гробницы

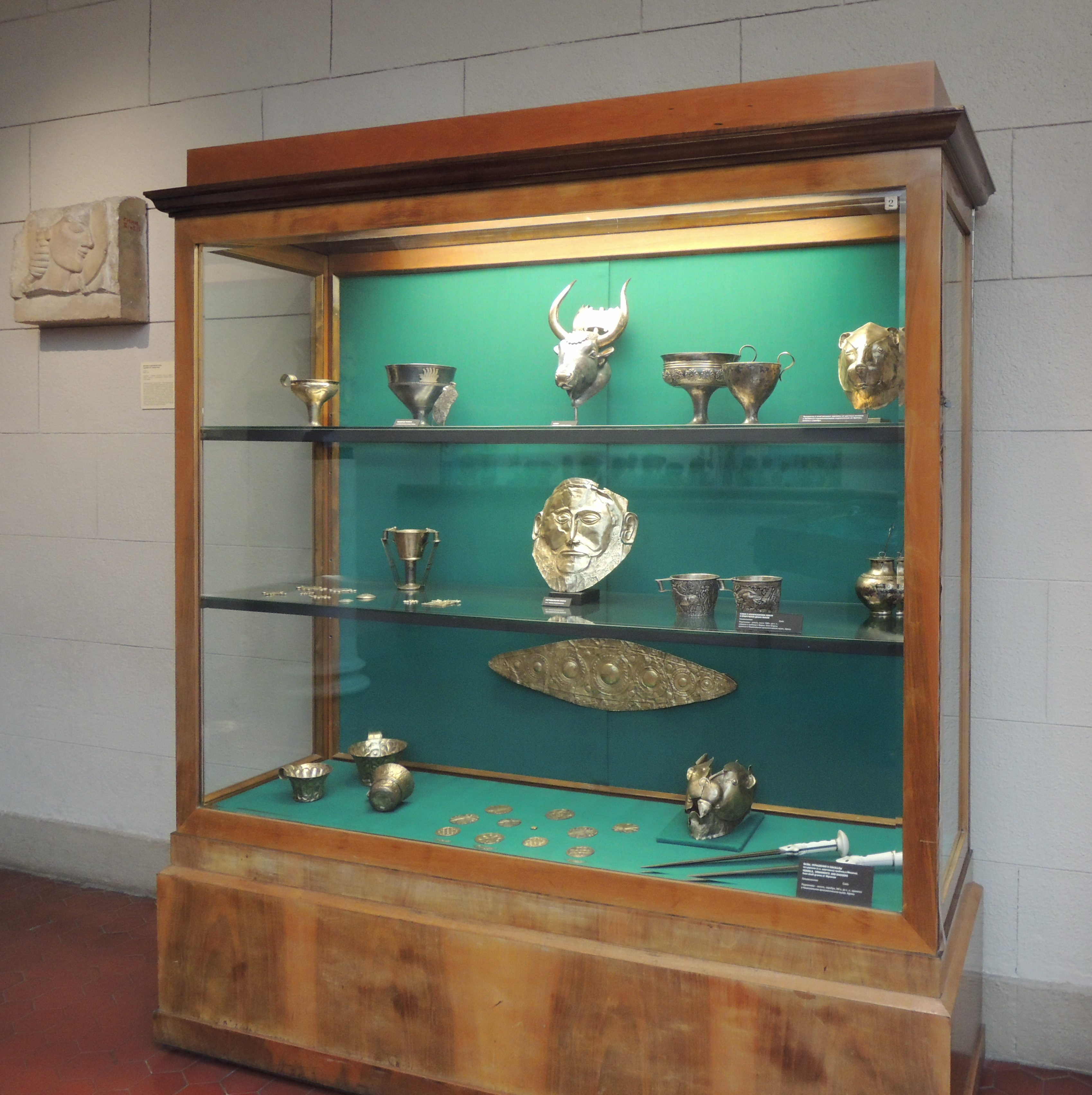
Вазы, украшения и кинжалы. Предметы из Царских (шахтовых) гробниц в Микенах (копии в ГМИИ)

Микенские шахтовые гробницы — тип гробниц, которые начинают появляться в Греции в конце среднеэлладского периода, около XVII века до н. э. Содержимое шахтовых гробниц характеризуется исключительным богатством погребальных даров, что особенно контрастирует с прежними весьма скромными погребениями.
Предполагается, что шахтовые гробницы связаны с волной ахейских пришельцев на Балканы и Пелопоннес. Альтернативную точку зрения высказал Л. С. Клейн: по его мнению, шахтовые гробницы связаны с миграцией с севера другого индоевропейского народа, оказавшегося меньшинством среди греков и вскоре растворившегося среди них.
На смену шахтовым гробницам в XV веке до н. э. пришли толосы.